# Corpo Expedicionário do Tonquim
O Corpo Expedicionário do Tonquim (em francês:  corps expéditionnaire du Tonkin) foi um comando militar francês baseado no norte do Vietnã - o Tonquim - de junho de 1883 a abril de 1886. O corpo expedicionário lutou na Campanha do Tonquim (1883-86) participando de campanhas contra o Exército da Bandeira Negra e os exércitos chineses de Yunnan e Guangxi durante a Guerra Sino-Francesa (agosto de 1884 a abril de 1885) e o período de hostilidades não declaradas que o precedeu (agosto de 1883 a junho de 1884) e em operações importantes contra bandos guerrilheiros vietnamitas durante a subsequente Pacificação do Tonquim (maio de 1885 a fevereiro de 1886).

## Comandantes e campanhas

### General Alexandre-Eugène Bouët

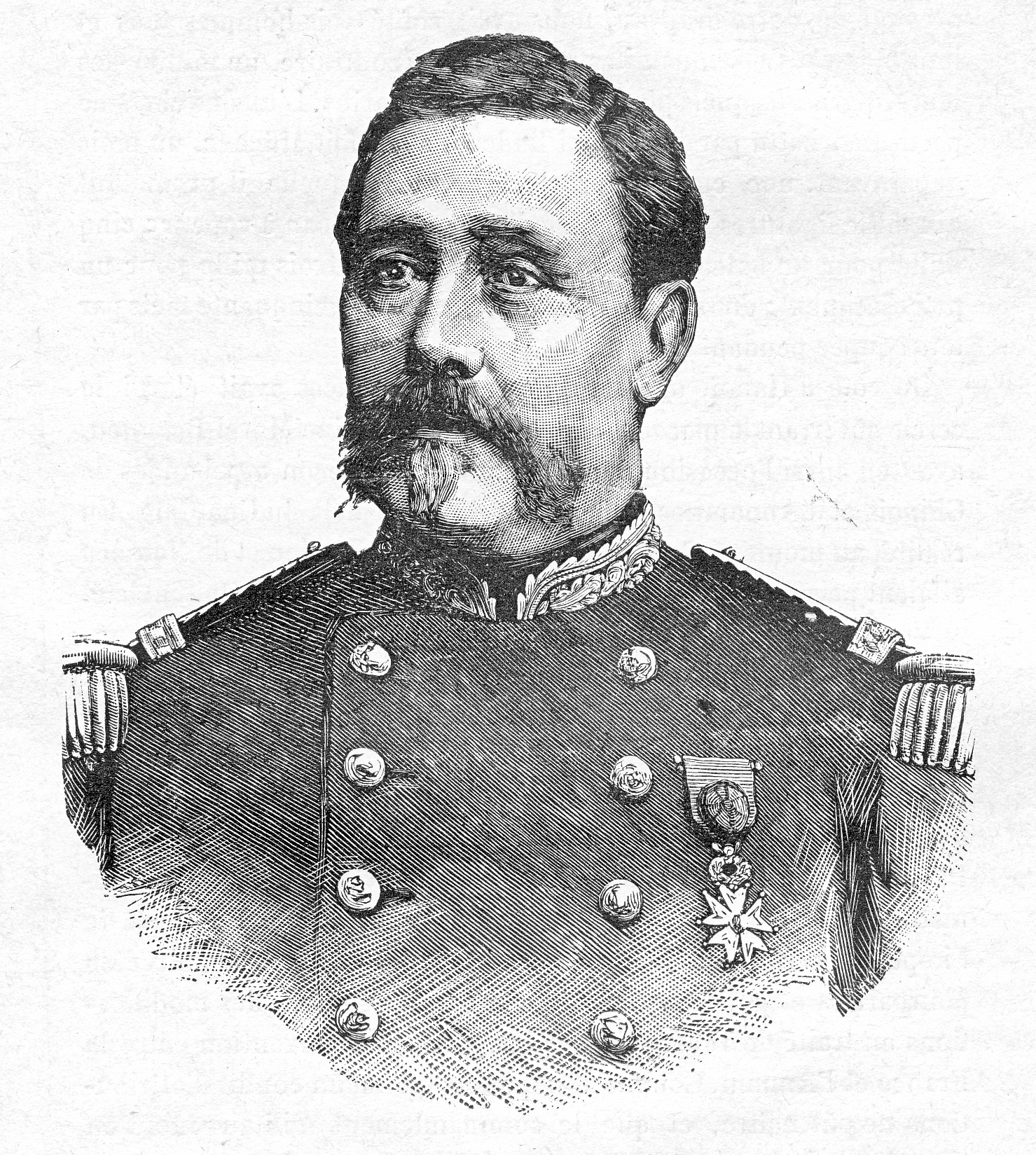
General Alexandre-Eugène Bouët (1833–1887)

O corpo expedicionário foi estabelecido em junho de 1883, após a derrota e morte de Henri Rivière na Batalha da Ponte de Papel, para consolidar o protetorado francês no Tonquim. Seu primeiro comandante foi o général de brigade Alexandre-Eugène Bouët (1833–87), o oficial de infantaria da Marinha mais graduado disponível na colônia francesa da Cochinchina. Bouët introduziu um uniforme leve de pijama preto de verão para as tropas francesas no Tonquim e também ordenou que cobrissem seus capacetes brancos com pano preto para se tornarem menos visíveis. Estas foram inovações sensatas, apreciadas pelos soldados comuns. A primeira tarefa de Bouët foi proteger os postos franceses em Hanói, Nam Định e Haiphong contra a Bandeira Negra e os ataques vietnamitas. Em julho de 1883, ele se preparou para passar à ofensiva, recrutando uma força de 800 soldados da Bandeira Amarela para aumentar as forças francesas à sua disposição. Pressionado pelo comissário-geral civil Jules Harmand a atacar os Bandeiras Negras o mais rápido possível em suas posições no rio Day, ele entrou em campo em agosto de 1883, apesar do calor e da umidade do verão de Tonquim. Bouët atacou duas vezes as trincheiras mantidas pelo exército Bandeira Negra de Liu Yongfu, na Batalha de Phủ Hoài (15 de agosto de 1883) e na Batalha de Palan (1º de setembro de 1883). Ambas as batalhas foram decepcionantes para os franceses, e o comando de Bouët também foi atormentado por divergências com Jules Harmand sobre a estratégia francesa no Tonquim. No início de setembro de 1883, Bouët renunciou. Pouco antes de sua renúncia, ele recomendou ao governo francês que o Corpo Expedicionário do Tonquim fosse constituído como uma divisão regular do exército de duas brigadas, com o complemento normal de artilharia e apoio auxiliar. Esta recomendação foi aceita pelo ministério do exército e implementada em fevereiro de 1884.

### Tenente-Coronel Anicet-Edmond-Justin Bichot

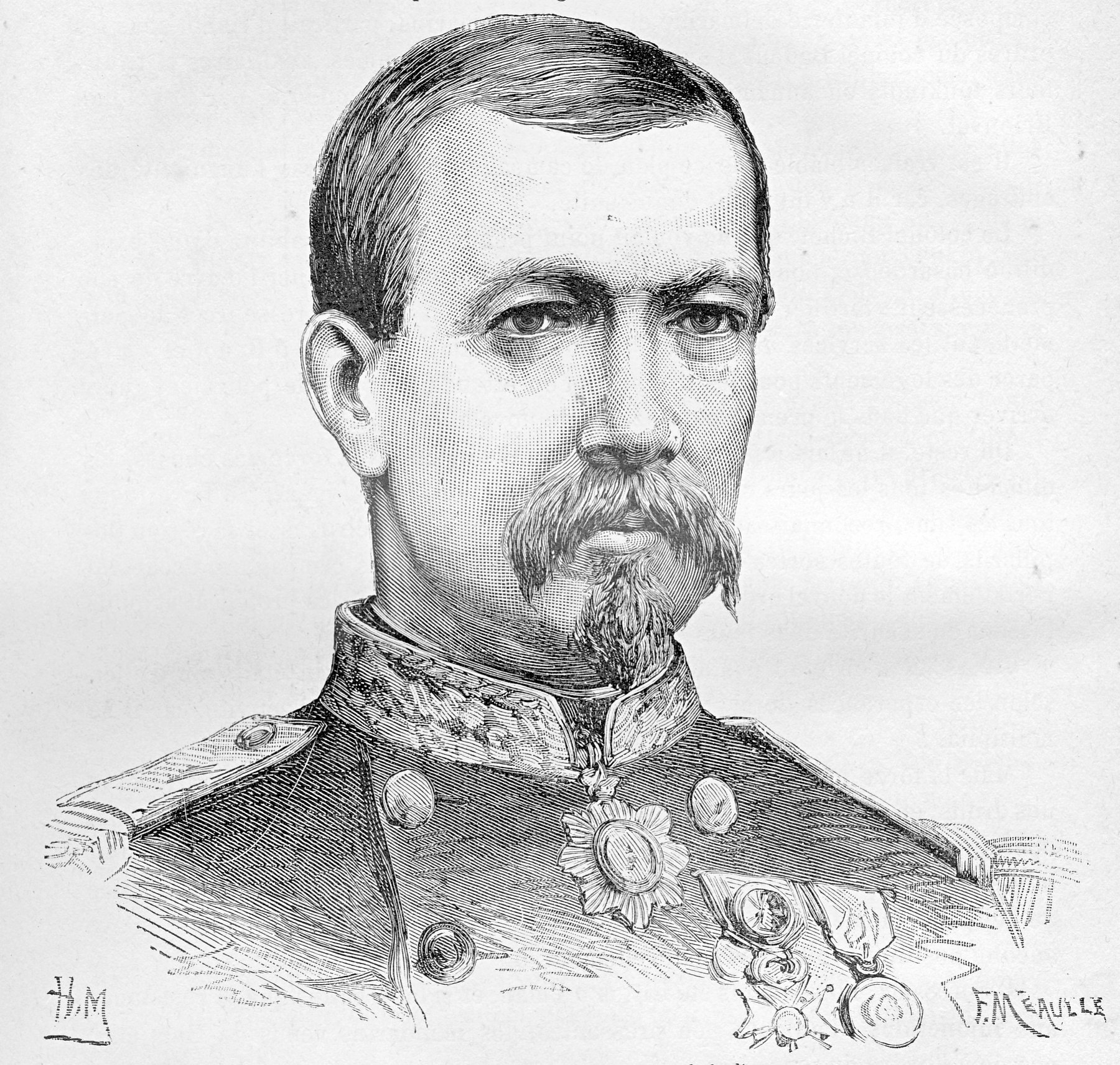
Tenente-Coronel Anicet-Edmond-Justin Bichot (1835–1908).

Após a renúncia inesperada de Bouët, o comando do corpo expedicionário coube brevemente ao tenente-coronel Anicet-Edmond-Justin Bichot (1835–1908), o oficial mais graduado da infantaria da marinha no Tonquim. O interregno de Bichot durou apenas algumas semanas e não houve batalhas em grande escala entre os franceses e as Bandeiras Negras. Seu curto mandato no comando foi principalmente notável por um reconhecimento em vigor em direção a Sơn Tây em 18 de setembro de 1883, durante o qual os franceses descobriram os restos mortais do comandante Henri Rivière, que havia sido morto em combate na Batalha da Ponte de Papel (19 de maio de 1883) e cujo corpo mutilado foi enterrado perto do campo de batalha, na aldeia de Kien Mai.

### Almirante Anatole-Amédée-Prosper Courbet

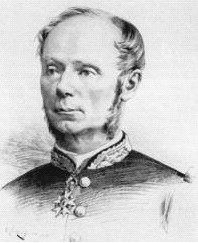
Almirante Anatole-Amédée-Prosper Courbet (1827-85)

Após a chegada de reforços franceses substanciais ao Tonquim em novembro e dezembro de 1883, o governo francês colocou o Almirante Amédée Courbet, comandante da divisão naval da Costa do Tonquim, no comando do corpo expedicionário. Courbet comandou o corpo expedicionário durante a Campanha de Sơn Tây (dezembro de 1883). Entre seus muitos outros talentos, Courbet era um administrador de primeira classe e era profundamente respeitado pelos homens do corpo expedicionário pelos seus esforços para garantir que a vida militar corresse da maneira mais tranquila possível para eles. Muito depois de sua partida, esse aspecto de seu comando foi lembrado. Se a correspondência se extraviasse ou se uma unidade se perdesse durante uma marcha, os soldados diriam "Isso não teria acontecido se Courbet ainda estivesse no comando!"
As campanhas de 1883 no Tonquim foram conduzidas, como a maioria dos empreendimentos coloniais franceses, pelas troupes de marine, e foram supervisionadas pelo ministério da marinha. Em dezembro de 1883, porém, tendo em vista o crescente comprometimento de tropas da Argélia para o Tonquim, o ministério do exército insistiu em nomear um general do exército regular para comandar o Corpo Expedicionário do Tonquim, que seria doravante constituído como uma divisão de infantaria de duas brigadas com o complemento normal de artilharia e outras armas de apoio. O gabinete de Jules Ferry aprovou esta recomendação, e Courbet foi substituído no comando do corpo expedicionário em 16 de dezembro de 1883 pelo General Charles-Théodore Millot - ironicamente, no mesmo dia em que capturou Sơn Tây. Ele retomou o comando da divisão naval da Costa do Tonquim e, durante os seis meses seguintes, desempenhou um papel subordinado muito indesejável, caçando bandos de piratas vietnamitas no Golfo do Tonquim enquanto Millot ganhava glória na campanha de Bắc Ninh.

### General Charles-Théodore Millot

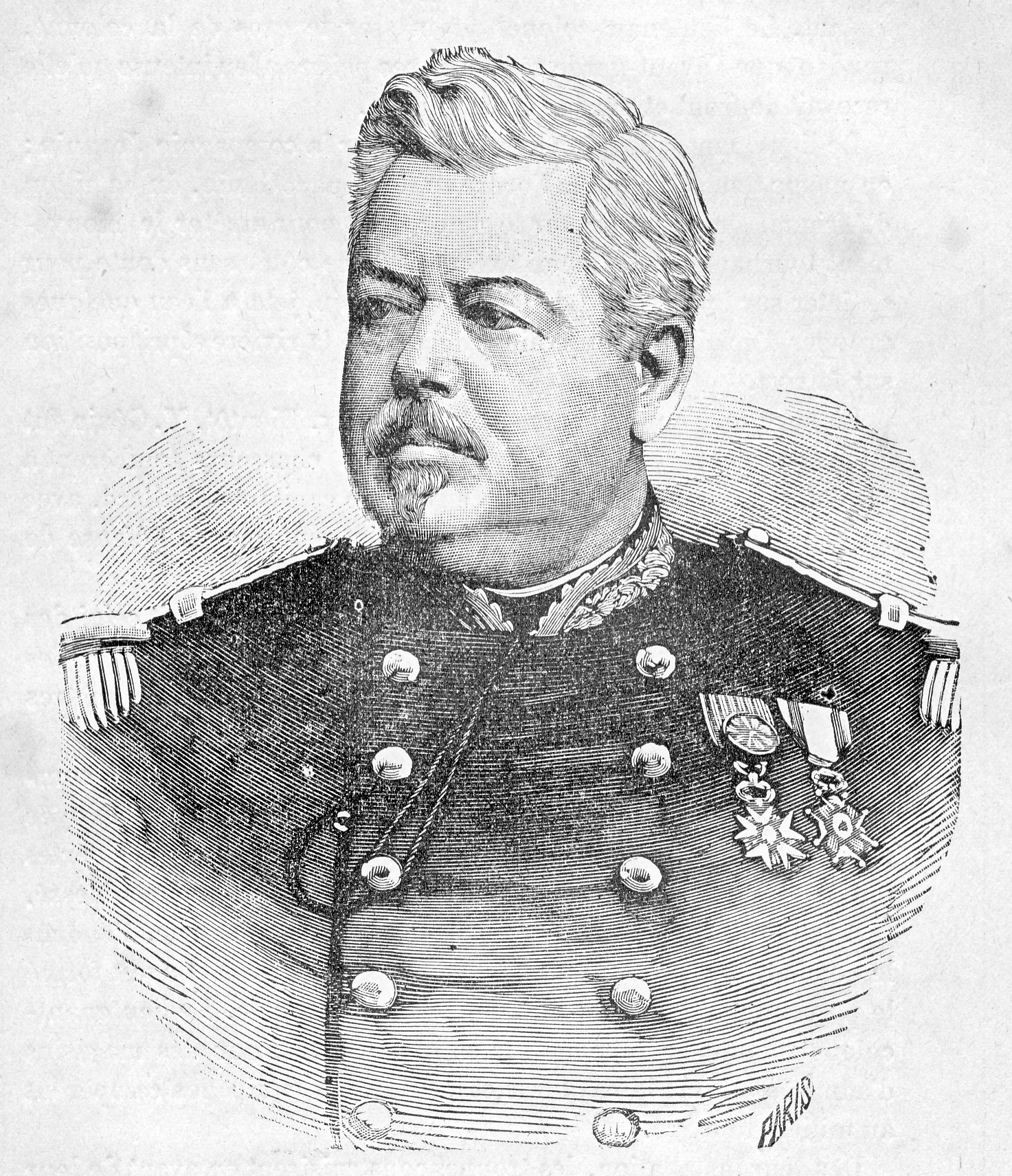
General Charles-Théodore Millot (1829–1889)

No início de 1884, a chegada de reforços substanciais da França e das colónias africanas aumentou a força do corpo expedicionário para mais de 10.000 homens. Seu novo comandante, o général de division Charles-Théodore Millot (1829–1889), organizou esta força em duas brigadas. A 1ª Brigada foi comandada pelo général de brigade Louis Brière de l'Isle (1827-1896), que já havia conquistado sua reputação como governador do Senegal. A 2ª Brigada foi comandada pelo général de brigade François de Négrier (1842–1913), um jovem carismático comandante da Legião Estrangeira que recentemente reprimira uma grave rebelião árabe na Argélia.
Millot comandou o corpo expedicionário durante oito meses, de fevereiro a setembro de 1884. Durante seu mandato, ele organizou duas grandes campanhas para capturar Bắc Ninh e Hưng Hóa (março e abril de 1884) e duas expedições mais modestas para capturar Thái Nguyên e Tuyên Quang (maio e junho de 1884). Na campanha de Bắc Ninh, ele obteve uma vitória espetacular contra o Exército Guangxi de Xu Yanxu. Na campanha de Hưng Hóa, ele flanqueou Liu Yongfu para fora de um formidável sistema defensivo sem perder nenhum homem. Tendo argumentado vigorosamente contra o envio de uma coluna para ocupar Lạng Sơn no calor do verão do Tonquim, ele saiu ileso do inquérito oficial sobre as circunstâncias da emboscada de Bắc Lệ (junho de 1884).
Millot foi sem dúvida o mais bem-sucedido dos muitos comandantes do corpo expedicionário, mas era impopular tanto entre seus oficiais quanto entre seus homens, que o consideravam excessivamente cauteloso. Significativamente, a sua decisão de interromper a perseguição do General de Négrier às forças chinesas derrotadas na campanha de Bắc Ninh foi usada contra ele, embora ele tivesse razões militares sólidas para esta decisão. As tropas imediatamente deram apelidos vietnamitas sardônicos aos seus três generais. O muito admirado de Négrier tornaram-se Maolen ("Rápido!"), Brière de l'Isle Mann Mann ("Devagar!") e Millot Toi Toi ("Pare!"). A carreira de Millot no Tonquim terminou de forma amarga. Com a saúde debilitada e consternado com a forma como o governo francês usou a emboscada de Bắc Lệ como pretexto para a guerra com a China, ele apresentou sua renúncia em setembro de 1884. Na sua última ordem do dia, ele se descreveu como “um homem doente e decepcionado”.

### General Louis-Alexandre-Esprit-Gaston Brière de l'Isle

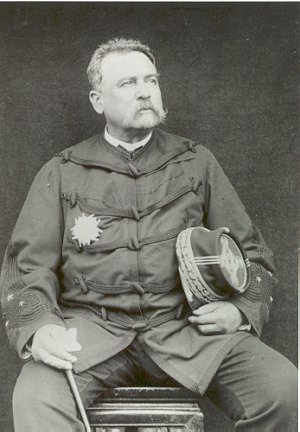
General Louis Brière de l'Isle (1827–1896)

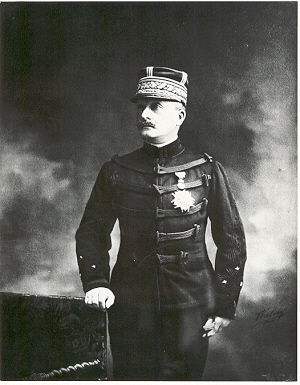
General François de Négrier (1842–1913)

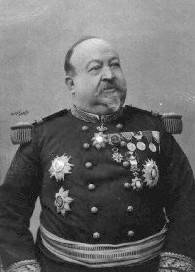
Coronel Ange- Laurent Giovanninelli (1839–1903)

Millot foi substituído como general-em-chefe por seu comandante de brigada sênior, Louis Brière de l'Isle. Brière de l'Isle nomeou o Coronel Dujardin para o comando interino da 1ª Brigada durante o outono e inverno de 1884. Em janeiro de 1885, às vésperas da Campanha de Lạng Sơn, o Coronel Ange-Laurent Giovanninelli (1839–1903) chegou ao Tonquim e assumiu o comando da 1ª Brigada. O General de Négrier permaneceu no comando da 2ª Brigada.
Brière de l'Isle era um líder natural de homens e, sob seu comando, o corpo expedicionário alcançou um alto padrão de excelência profissional. Em outubro de 1884, na Campanha de Kep, Brière de l'Isle derrotou uma grande invasão chinesa do Delta do Tonquim, explorando habilmente a mobilidade das canhoneiras francesas para concentrar as suas forças sucessivamente contra ambas as alas do Exército de Guangxi. Na primeira quinzena de fevereiro de 1885, na Campanha de Lạng Sơn, ele levou o corpo expedicionário em triunfo para Lạng Sơn. O sucesso da campanha deveu-se tanto ao planeamento e organização meticulosos de Brière de l'Isle como à coragem e profissionalismo das tropas que liderou. Em meados de fevereiro, parando apenas alguns dias em Lạng Sơn para reabastecer suas tropas, Brière de l'Isle marchou pessoalmente com a 1ª Brigada de Giovanninelli de Lạng Sơn de volta a Hanói, e depois subiu os rios Vermelho e Claro para aliviar o cerco de Tuyên Quang. Embora os franceses tenham sofrido pesadas baixas na Batalha de Hòa Mộc (2 de março de 1885), eles capturaram a posição de bloqueio de Liu Yongfu e avançaram para Tuyên Quang. O socorro de Tuyên Quang, em 3 de março de 1885, foi o ponto alto da carreira de Brière de l'Isle.
O histórico de Brière de l'Isle de sólidas realizações profissionais foi prejudicado na segunda quinzena de março de 1885, com derrotas francesas simultâneas em 24 de março na Batalha de Phu Lam Tao e (muito mais séria) na Batalha de Bang Bo. Embora de Négrier tenha recuperado sua derrota em Bang Bo, infligindo baixas paralisantes ao Exército de Guangxi na Batalha de Ky Lua em 28 de março, a decisão desastrosa do Tenente-Coronel Paul-Gustave Herbinger de recuar de Lạng Sơn transformou uma vitória tática francesa em uma derrota estratégica. Embora Brière de l'Isle logo tenha estabilizado a situação, os franceses perderam as conquistas duramente alcançadas na campanha de fevereiro. Enquanto isso, Brière de l'Isle sabia que agora entraria para a história não como o vencedor de Lạng Sơn e Tuyên Quang, mas como o general que enviou o notório "telegrama de Lạng Sơn" que derrubou o governo de Jules Ferry. Anos mais tarde, sempre que lhe perguntavam sobre as suas experiências durante a Guerra Sino-Francesa, respondia: "Vamos falar de outra coisa. Essa campanha deixou um gosto amargo na boca de todos!"
Fortes reforços foram enviados ao Tonquim após a Retirada de Lạng Sơn (março de 1885), elevando o número total de soldados franceses no Tonquim para 35.000 no verão de 1885. Em maio e junho de 1885, milhares de novos soldados franceses afluíram no Tonquim, inundando os veteranos das duas brigadas que haviam lutado na Guerra Sino-Francesa, e o corpo expedicionário foi reorganizado em duas divisões de duas brigadas cada. Brière de l'Isle foi substituído no comando do corpo expedicionário em 1º de junho de 1885 pelo General Philippe-Marie-Henri Roussel de Courcy (1827-1887), mas permaneceu no Tonquim por vários meses como comandante da 1ª Divisão do Corpo Expedicionário Expandido. De Négrier, que se recuperou do ferimento sofrido na Batalha de Ky Lua (28 de março de 1885), recebeu o comando da 2ª Divisão.

### General Philippe-Marie-Henri Roussel de Courcy

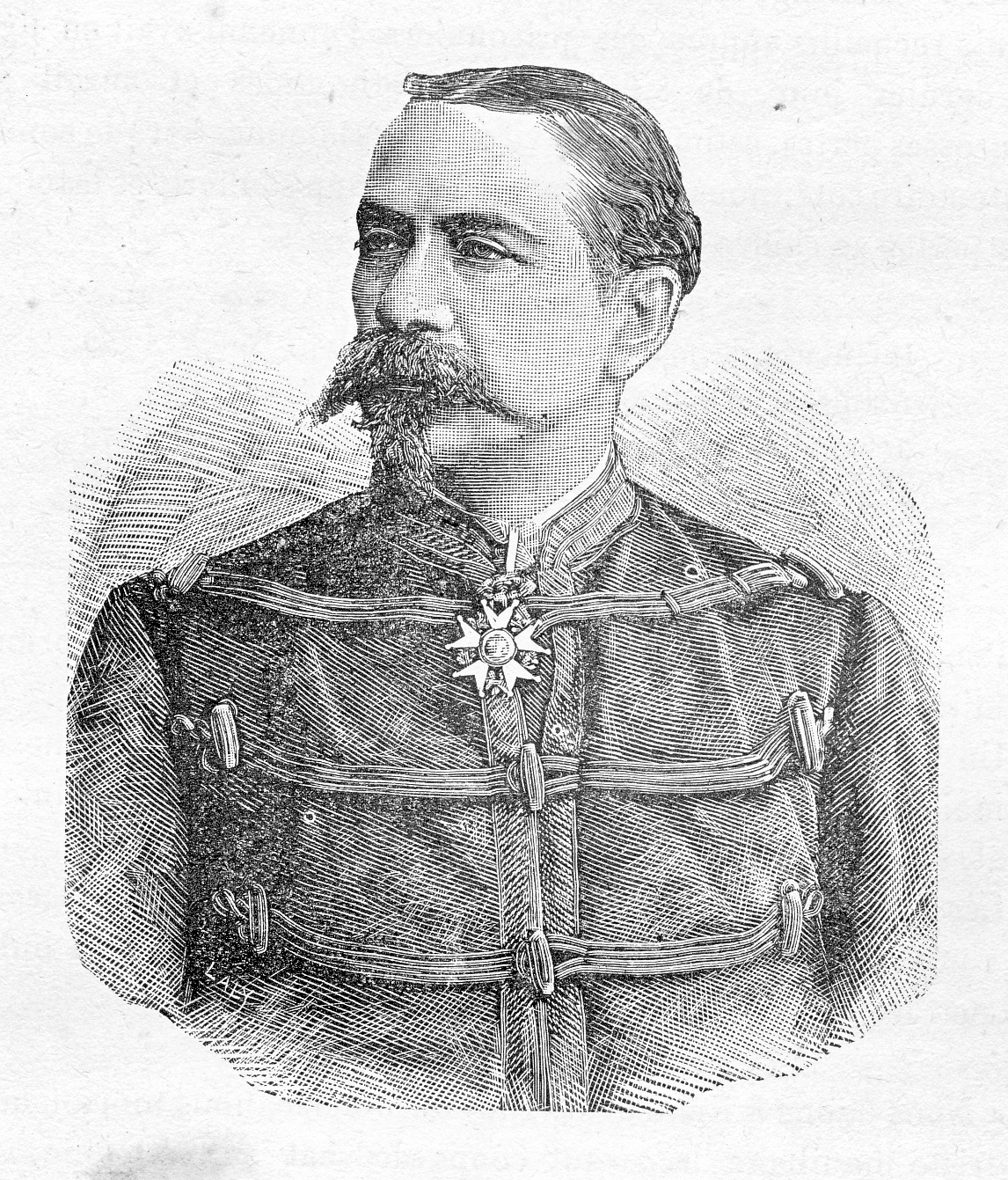
General Philippe-Marie-Henri Roussel de Courcy (1827–1887)

O comando de De Courcy foi marcado pela crescente resistência ao domínio francês no Tonquim e pela insurreição total em Anam. Também foi memorável por uma epidemia de cólera que varreu o corpo expedicionário no verão e no outono de 1885, exacerbada pela negligência de De Courcy nas precauções de quarentena, na qual morreram mais soldados franceses do que em todos os nove meses da Guerra Sino-Francesa. Elementos do corpo expedicionário do Tonquim foram atacados em Huế em 2 de julho de 1885 na chamada "Emboscada de Huế", que iniciou a insurreição anamita. Proibido pelo governo francês de lançar uma invasão em grande escala de Anam, de Courcy desembarcou tropas ao longo da vulnerável costa do Vietname central para tomar uma série de pontos estratégicos e para proteger as comunidades católicas vietnamitas na sequência dos massacres de cristãos pelos insurgentes anamitas em Quảng Ngãi e Bình Định. Os momentos-chave na intervenção de de Courcy foram a ocupação de Vinh pelo Tenente-Coronel Chaumont em agosto, e o socorro de Qui Nhơn e a captura de Bình Định pelo General Prud'homme em setembro. Em novembro de 1885, uma chamada "Coluna de Anam" sob o comando do Tenente-Coronel Mignot partiu de Ninh Bình, no sul do Tonquim, e marchou pela estreita espinha dorsal do Vietnã até Huế, dispersando quaisquer bandos insurgentes que tentassem contestar seu progresso.
No Tonquim, o corpo expedicionário empreendeu uma campanha em grande escala em outubro de 1885 para capturar a antiga base do Exército de Yunnan em Thanh May, no rio Vermelho, ocupada por insurgentes vietnamitas sob o comando de Nguyễn Quang Bích desde o fim da Guerra Sino-Francesa. De Négrier também conduziu uma grande varredura na região de Bai Sai, perto de Hanói. De Courcy foi avisado pelos seus oficiais-médicos seniores para não misturar unidades onde a cólera já tivesse surgido com unidades não-infectadas. Ele ignorou esse conselho, resultando em mortes terríveis por cólera nas colunas Thanh May e Bai Sai.

### General Charles-Auguste-Louis Warnet

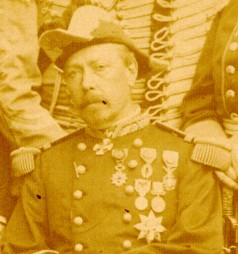
General Charles-Auguste-Louis Warnet (1828–1913).

Em dezembro de 1885, enojado com a obtusidade de De Courcy, o General Brière de l'Isle apresentou sua demissão e retornou à França. Pouco depois, o chefe do Estado-Maior de De Courcy, o General Charles-Auguste-Louis Warnet (1828–1913), também pediu para retornar à França. O ministério do exército percebeu tardiamente que as coisas estavam muito erradas no Tonquim. Recusou a renúncia de Warnet e, em vez disso, chamou de Courcy de volta à França em 16 de janeiro de 1886. De Courcy foi brevemente substituído no comando do corpo expedicionário pelo General Warnet.
Warnet, apesar de muitas evidências de que o Tonquim estava longe de ser pacificado, era um general político. Sabendo que o público francês não queria mais ouvir notícias deprimentes sobre bandidos e piratas no Tonquim, ele declarou que a região estava pacificada e recomendou ao ministério do exército o rebaixamento formal do corpo expedicionário para uma divisão de ocupação. Alguma cor foi dada a esta afirmação pela decisão de Warnet de proteger a linha do rio Vermelho até a fronteira de Yunnan. Em março de 1886, o Tenente-Coronel de Maussion avançou rio Vermelho acima, quase sem encontrar resistência, e ocupou a cidade de Lào Cai, na fronteira chinesa. Em abril de 1886, o corpo expedicionário foi reduzido a uma divisão de ocupação de três brigadas sob o comando do General Édouard-Ferdinand Jamont (1831–1918).

## Força, organização e ordens de batalha
Embora o Corpo Expedicionário do Tonquim tenha eventualmente atingido uma força de 35.000 homens, nunca foi capaz de colocar mais do que uma fração de suas tropas em campanha contra os exércitos chineses. A maior parte dos seus homens estava presa ao serviço de guarnição e a operações contra concentrações de combatentes da resistência vietnamita ("bandidos" ou "piratas", como os franceses os chamavam). Courbet colocou em campo 9.000 soldados durante a Campanha de Sơn Tây, e Millot 12.000 soldados na campanha de Bắc Ninh. De Négrier comandou pouco menos de 3.000 homens durante a Campanha de Kep de outubro de 1884, e Brière de l'Isle só com dificuldade conseguiu colocar 7.200 homens em campo na Campanha de Lạng Sơn de fevereiro de 1885. De Courcy, usando uma marreta para quebrar uma noz, concentrou 6.000 soldados de infantaria, sete baterias de artilharia e três esquadrões de cavalaria para a campanha de Thanh May em outubro de 1885.

### Ordem de batalha, campanhas de Phủ Hoài, Palan e Sơn Tây

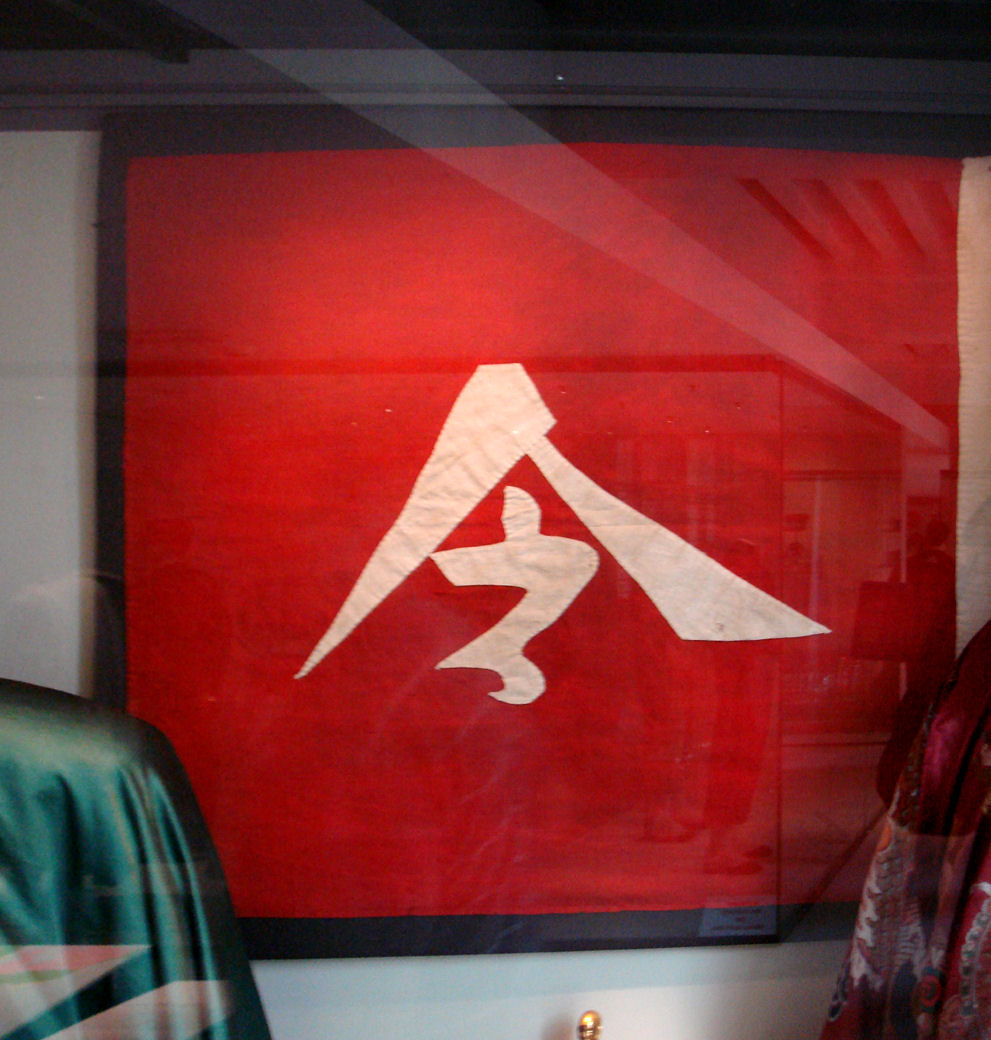
Estandarte dos Bandeiras Negras capturado pelo exército francês no Tonquim em 1885 (令 lìng) e exposto no Museu do Exército em Paris.

Durante os mandatos de Bouët e Courbet, a maior parte do corpo expedicionário foi proveniente das troupes de marine, como convinha a uma campanha colonial tradicional, e a campanha foi supervisionada pelo ministério da marinha. Durante junho e julho de 1883, o punhado de companhias de infantaria de tropas navais no Tonquim que lutaram sob o comando de Rivière em Nam Định e na Ponte de Papel foram reforçados por um influxo de infantaria de tropas navais da França e da Nova Caledônia. Na Batalha de Phủ Hoài (15 de agosto de 1883), Bouët colocou em campo três batalhões de infantaria de tropas navais (chefs de bataillon Chevallier, Lafont e Roux), três baterias de artilharia de tropas navais (Capitães Isoir, Dupont e Roussel), cinco companhias de tirailleurs cochinchineses e cerca de 450 auxiliares Bandeiras Amarelas. A batalha de Palan (1º de setembro de 1883), um caso menor, foi travada por dois batalhões de infantaria de tropas navais (chefs de bataillon Berger e Roux), a bateria de Roussel e os Bandeiras Amarelas. Os auxiliares Bandeiras Amarelas saquearam uma pacífica aldeia vietnamita logo após a batalha, e Bouët foi forçado a dissolvê-los. Muitos dos Bandeiras Amarelas dispensados prontamente se juntaram ao Exército da Bandeira Negra de Liu Yongfu em Sơn Tây. Três meses mais tarde estariam a lutar contra os seus antigos financiadores.
O comprometimento das unidades de infantaria e artilharia de tropas navais atingiu o auge na Campanha de Sơn Tây (dezembro de 1883). A coluna de Courbet incluía quatro batalhões de infantaria de tropas navais (chefs de bataillon Roux, Chevallier, Dulieu e Reygasse) e seis baterias de artilharia de tropas navais (Capitães Isoir, Dupont, Roussel, Roperh, Péricaud e Dudraille). Como acontece frequentemente na guerra colonial francesa, os marsouins e bigors eram apoiados por auxiliares nativos e destacamentos navais. A coluna de Sơn Tây incluía um batalhão de Fusiliers Marins (capitaine de frégate Laguerre), 800 tirailleurs tonquineses (chef de bataillon Bertaux-Levillain), quatro companhias de tirailleurs cochinchineses e uma bateria naval de 65 milímetros (lieutenantde vaisseau Amelot).
Mas a coluna também incluía dois batalhões "Turcos" recém-chegados (chefs de bataillon Jouneau e Letellier, na verdade tirailleurs argelinos) e o 1º Batalhão da Legião Estrangeira (Tenente-Coronel Donnier), e a presença de unidades da Legião e Turcas em Sơn Tây era um presságio do que estava por vir. O ministério do exército insistiu que a campanha do Tonquim deveria ser dirigida por um general do exército regular, e Courbet foi destituído do comando do corpo expedicionário em 16 de dezembro de 1883 (ironicamente, no mesmo dia em que capturou Sơn Tây). Depois disso, o exército na Argélia forneceria a maior parte das formações enviadas ao Tonquim, e a guerra em terra contra os Bandeiras Negras e a China seria dirigida pelo ministério do exército.

### Reforços de fevereiro de 1884
Em novembro de 1883, a Câmara dos Deputados aprovou o envio de mais 6.500 soldados ao Tonquim. Este foi o maior movimento de tropas desse tipo durante o conflito com a China. Os recém-chegados incluíam seis novos batalhões de infantaria, agrupados em dois regimentos de marcha (ou seja, ad hoc). O primeiro regimento, que incluía três batalhões de infantaria de linha da França, estava sob o comando do Tenente-Coronel Defoy. Seus três batalhões - o 23º, 111º e 143º - eram comandados respectivamente pelo chef de bataillon Godart, pelo Tenente-Coronel Chapuis e pelo chef de bataillon Farret. O segundo regimento, liderado pelo Tenente-Coronel Jacques Duchesne da Legião Estrangeira, foi fornecido pelo 19º Corpo de Exército na Argélia e incluía um batalhão da Legião, um batalhão Turco e um dos batalhões de infantaria leve penal africana (BILA). Esses três batalhões - o 2º Batalhão da Legião, o 1º Batalhão, o 3º Regimento de Tirailleurs Argelinos e o 2º Batalhão Africano - eram comandados respectivamente pelos chefs de bataillon Hutin, de Mibielle e Servière.
Os reforços de artilharia consistiam em duas baterias de artilharia do exército de 80 milímetros, sob o comando dos Capitães Jourdy e de Saxcé, e uma bateria de canons-revolvers servidos por marinheiros. Um destacamento de cavalaria de 50 chasseurs d'Afrique sob o comando do Capitão Laperrine também foi enviado para dar ao corpo expedicionário capacidade de reconhecimento e perseguição, além de uma série de unidades especializadas, incluindo um destacamento de balões (Tenente Jullien). Um destacamento de quase 200 homens também foi enviado para trazer o batalhão da Legião de Donnier, que havia sofrido pesadas baixas em Sơn Tây, de volta à sua força nominal de 800 homens.
Os reforços partiram da França e do Norte da África em dezembro de 1883 e janeiro de 1884 em dois comboios. Em 23 de dezembro, os transportes Vĩnh Long, Européen, Comorin e Cholon deixaram Toulon para embarcar os reforços da Legião, Turcos e Bat' d'Af' em Mers-el-Kébir e Oran. No dia 10 de janeiro, os três batalhões de linha, a artilharia e as tropas especializadas partiram de Toulon a bordo dos transportes Saint-Germain, Poitou, Annamite e Mytho. Duas embarcações menores, Sarthe e Shamrock, acomodaram o transbordamento.

### Ordem de batalha, campanha de Bắc Ninh
A coluna expedicionária que o general Millot liderou até Bắc Ninh em março de 1884 foi organizada em duas brigadas, sob o comando respectivo dos generais Louis Brière de l'Isle e François de Négrier. Depois de fazer deduções de tropas para serviço de guarnição, Millot foi capaz de dar a cada um dos seus comandantes de brigada dois regimentos de marcha (régiments de marche), cada um contendo o equivalente a três batalhões de infantaria. O protocolo profissional impediu-o de misturar os batalhões de infantaria de tropas navais, do armée d'Afrique e do exército metropolitano (armée de terre), e foi obrigado a criar um regimento de infantaria de tropas navais, dois regimentos "argelinos" de tropas do armée d'Afrique e um regimento francês. Um dos regimentos “argelinos” continha os três batalhões turcos então no Tonquim, o outro as formações brancas da Legião Estrangeira e da Infantaria Ligeira Africana. Esses quatro regimentos em marcha foram comandados respectivamente pelos tenentes-coronéis Bertaux-Levillain, Belin, Duchesne e Defoy.
- 1ª Brigada (général de brigade Louis Brière de l'Isle)
  - 1º Regimento de Marcha (Tenente-Coronel Bertaux-Levillain)
    - Batalhão de infantaria de tropas navais (chef de bataillon Reygasse)
    - batalhão de infantaria de tropas navais (chef de bataillon Coronnat)

  - 2º Regimento de Marcha (Tenente-Coronel Belin)
    - 1º Batalhão, 3º Regimento Tirailleur Argelino (chef de bataillon Godon)
    - 2º Batalhão, 1º Regimento Tirailleur Argelino (chef de bataillon Hessling)
    - 3º Batalhão, 3º Regimento Tirailleur Argelino (chef de bataillon de Mibielle)

  - Batalhão de Fusilier-Marin (capitaine de frégate Laguerre)
  - Artilharia de brigada (chef d'escadron de Douvres)
    - 1ª, 2ª e 6ª Baterias de Artilharia de Tropas Navais bis (Capitães Régis, Vintemberger e Dudraille)
    - 11ª Bateria, 12º Regimento de Artilharia do Exército (Capitão Jourdy)
    - bateria de artilharia naval, corps de débarquement.
- 2ª Brigada (général de brigade François de Négrier )
  - 3º Regimento de Marcha (Tenente-Coronel Defoy)
    - 23º Batalhão de Infantaria de Linha (chef de bataillon Godart)
    - 111º Batalhão de Infantaria de Linha (Tenente-Coronel Chapuis)
    - 143º Batalhão de Infantaria de Linha (chef de bataillon Farret)

  - 4º Regimento de Marcha (Tenente-Coronel Duchesne)
    - 1º Batalhão da Legião Estrangeira (chef de bataillon Donnier)
    - 2º Batalhão da Legião Estrangeira (chef de bataillon Hutin)
    - 2º Batalhão de Infantaria Ligeira Africano (chef de bataillon Servière)

  - batalhão de fusiliers marin (capitaine de frégate de Beaumont)
  - Artilharia de brigada (chef d'escadron Chapotin)
    - 3ª e 4ª Baterias de Artilharia de Tropas Navais bis (Capitães Roussel e Roperh)
    - 12ª Bateria, 12º Regimento de Artilharia do Exército (Capitão de Saxcé)
    - meia-bateria de artilharia naval, corps de débarquement.

### Ordem de batalha, campanhas Lạng Sơn e Tuyên Quang
Durante a Campanha de Lạng Sơn (fevereiro de 1885) e as campanhas de março de 1885 em torno de Tuyên Quang e Lạng Sơn, ambas as brigadas do corpo expedicionário continham dois regimentos de marcha (régiments de marche), cada um de dois ou três batalhões, com artilharia de apoio, escaramuçadores tonquineses e hospitais de campanha e destacamentos de engenharia. A 1ª Brigada de Giovanninelli consistia em um regimento de infantaria de tropas navais de dois batalhões, um regimento de dois batalhões de tirailleurs argelinos (Turcos), um batalhão de tirailleurs tonquineses e três baterias de artilharia. A 2ª Brigada de De Négrier consistia em um regimento "francês" de três batalhões de infantaria de linha do exército metropolitano, um regimento "argelino" de dois batalhões da Legião Estrangeira e um batalhão de infantaria leve africana, um batalhão de tirailleurs tonquineses e três baterias de artilharia:
- 1ª Brigada (Coronel Ange-Laurent Giovanninelli)
  - 1º Regimento de Marcha (Tenente-Coronel Chaumont)
    - batalhão de infantaria de tropas navais (chef de bataillon Mahias)
    - batalhão de infantaria de tropas navais ( chef de bataillon Lambinet)

  - 2º Regimento de Marcha (Tenente-Coronel Letellier)
    - 3º Batalhão, 3º Regimento de Tirailleurs Argelinos (chef de bataillon de Mibielle)
    - 4º Batalhão, 1º Regimento de Tirailleurs Argelinos (chef de bataillon Comoy)

  - 1º Batalhão, 2º Regimento Tirailleurs Tonquinês (chef de bataillon Tonnot)
  - Artilharia de brigada (chef d'escadron Levrard)
    - 3ª, 4ª e 5ª Baterias de Artilharia de Tropas Navais bis (Capitães Roussel, Roperh e Péricaud).
- 2ª Brigada (general de brigada François de Négrier)
  - 3º Regimento de Marcha (Tenente-Coronel Herbinger)
    - 23º Batalhão de Infantaria de Linha (Tenente-Coronel Godart)
    - 111º Batalhão de Infantaria de Linha (chef de bataillon Faure)
    - 143º Batalhão de Infantaria de Linha (chef de bataillon Farret)

  - 4º Regimento de Marcha (Tenente-Coronel Donnier)
    - 2º Batalhão da Legião Estrangeira (chef de bataillon Diguet)
    - 3º Batalhão da Legião Estrangeira (Tenente-Coronel Schoeffer)
    - 2º Batalhão de Infantaria Ligeira Africano (chef de bataillon Servière)

  - 1º Batalhão, 1º Regimento de Tirailleurs Tonquineses (chef de bataillon Jorna de Lacale)
  - Artilharia de brigada (chef d'escadron de Douvres)
    - 1ª Bateria de Artilharia de Tropas Navais bis (Capitão Martin)
    - 11ª e 12ª Baterias, 12º Regimento de Artilharia do Exército (Capitães Jourdy e de Saxcé).[10]

Os complementos de artilharia das duas brigadas foram reorganizados antes que a 1ª Brigada deixasse Lạng Sơn para aliviar o Cerco de Tuyên Quang. As baterias de Roussel e Roperh foram deixadas em Lạng Sơn, e a bateria de Jourdy foi transferida para a 1ª Brigada.

### Reforços de março de 1885
Em março de 1885, o corpo expedicionário foi reforçado por dois batalhões de zuavos (chefs de bataillon Mignot e Simon), sob o comando geral do Tenente-Coronel Callet, um terceiro batalhão de tirailleurs argelinos, uma bateria de artilharia do exército (Capitão Gradoz) e dois esquadrões de spahis (Capitães Pfeiffer e Marochetti). O batalhão zuavo de Mignot foi derrotado na Batalha de Phu Lam Tao em 23 de março. O esquadrão spahi de Pfeiffer juntou-se à 2ª Brigada durante a retirada de Lạng Sơn e foi proibido pelo comandante interino da brigada, o Tenente-Coronel Herbinger, de atacar um pequeno grupo de escaramuçadores chineses em Pho Cam.

### Reforços de junho de 1885
Em abril de 1885, o governo francês respondeu à notícia da retirada de Lạng Sơn organizando o envio de reforços de pouco menos de 8.000 homens para Tonquim. Decidiu elevar os três esgotados batalhões de linha franceses à sua força adequada de pouco mais de 3.000 homens, convocando voluntários das classes de 1881 e 1882 de todos os regimentos de linha do exército metropolitano. Este apelo produziu pouco menos de 1.700 oficiais e soldados, mais do que duplicando a força existente do regimento de marcha francês. Enquanto isso, o armée d'Afrique foi solicitado a fornecer pouco menos de 4.000 homens em novos recrutamentos de seus batalhões zuavos, turcos, da Legião e de infantaria leve africana. Também foi solicitado o envio de um terceiro batalhão zuavo sob o comando do chef de bataillon Hubert Metzinger para o Tonquim, e o fornecimento de um esquadrão de spahis e um meio esquadrão de chasseurs d'Afrique para aumentar o escasso contingente de cavalaria do corpo expedicionário. Cinco baterias de artilharia do exército e uma bateria de artilharia naval (cerca de 30 canhões e 1.400 homens) também foram reservadas para o Tonquim.
O batalhão zuavo de Metzinger era o 3º Batalhão do 3º Regimento Zuavo. Os reforços de artilharia incluíram as 5ª e 6ª Baterias, o 13º Regimento de Artilharia do Exército (Capitães Marie e Dumont), a 5ª Bateria do 23º Regimento de Artilharia do Exército (Capitão Gâteau), a 5ª Bateria do 21º Regimento de Artilharia do Exército (Capitão Bacque), a 5ª Bateria do 38º Regimento de Artilharia do Exército (Capitão Pons), e a 2ª Bateria bis do 1º Regimento de Artilharia de Tropas Navais (Capitão Pertus).

### Desdobramento da 1ª e 2ª Divisões, junho de 1885
Com a chegada destes reforços da França em junho de 1885, o corpo expedicionário expandido era uma força formidável no papel. Quatro batalhões turcos, três batalhões zuavos, dois batalhões de infantaria de tropas navais, quatro batalhões da Legião Estrangeira, três batalhões de infantaria de linha, dois batalhões zéphyr e sete batalhões tirailleurs tonquineses, além de unidades de apoio de artilharia, cavalaria e engenharia, foram agrupados em quatro brigadas desdobradas em torno dos locais estratégico no Delta:
1ª Divisão (General Brière de l'Isle), em Hanói
- 1ª Brigada (General Jamais), em Sơn Tây
  - 1º Regimento de Marcha (Coronel Mourlan)
  - 2º Regimento de Marcha (Tenente-Coronel Callet)
- 2ª Brigada (General Munier), em Hanói
  - 3º Regimento de Marcha (Tenente-Coronel Chaumont)
  - 1º Regimento de Tirailleurs Tonquineses (Coronel de Maussion)

2ª Divisão (General de Négrier), em Haiphong
- 3ª Brigada (General Giovanninelli), em Phu Lang Thuong
  - 4º Regimento de Marcha (Coronel Donnier)
  - 2 batalhões de infantaria leve africana
- 4ª Brigada (General Prud'homme), em Dap Cau
  - 5º Regimento de Marcha (Coronel Godart)
  - 2º Regimento de Tirailleurs Tonquineses (Tenente-Coronel Berger).

### 3ª Divisão
Uma 3ª Divisão de reserva de 9.000 homens foi reunida em Pas de Lanciers, perto de Marselha, em abril de 1885, para o caso dos chineses mostrarem qualquer relutância em implementar as disposições do protocolo de paz recentemente assinado. A 3ª Divisão, sob o comando do General Coiffé, era composta por duas brigadas, cada uma composta por dois regimentos de infantaria de linha e um batalhão de chasseurs à pied. A 1ª Brigada da divisão (General de Pereira) era composta pelo 47º Regimento de Infantaria (de Saint-Malo), pelo 62º Regimento de Infantaria (de Lorient) e pelo 22º Batalhão, chasseurs à pied (de Morlaix). A 2ª Brigada (General de Sermensan) era composta pelo 63º Regimento de Infantaria (de Limoges), pelo 123º Regimento de Infantaria (de La Rochelle) e pelo 28º Batalhão, chasseurs à pied (de Bayonne). A divisão foi atingida por uma epidemia de febre tifóide e teve que evacuar seus campos. Se seus homens tivessem sido enviados para o Tonquim, provavelmente teriam sofrido uma alta taxa de mortalidade. No caso, a China implementou meticulosamente os termos do acordo de paz e a divisão foi desfeita no final de junho de 1885.

## Companhias de infantaria naval no Tonquim, 1883-1886
A tabela a seguir lista todas as companhias de infantaria de tropas navais que serviram no Tonquim entre abril de 1882 e abril de 1886. Seis companhias do 2º Regimento de Infantaria de Tropas Navais foram destacadas do corpo expedicionário do Tonquim em setembro de 1884 para participar da Campanha de Keelung no norte de Formosa. Oficiais mortos em combate estão marcados com †.
| Regimento                        | Companhia     | Oficiais                                                           | Campanhas e engajamentos                                                                                                 |
| -------------------------------- | ------------- | ------------------------------------------------------------------ | --- |
| 1º Regimento de Infantaria Naval | 25ª Companhia | Capitão Poulnot, Capitão Chanu†, Capitão Tailland†                 | Batalha de Phủ Hoài, Campanha de Sơn Tây, Batalha de Yu Oc, Batalha de Núi Bop, Campanha de Lạng Sơn, Batalha de Hòa Mộc |
|                                  | 28ª Companhia | Capitão Boulle, Capitão Herbin                                     | Campanha de Sơn Tây, Batalha de Yu Oc, Batalha de Hòa Mộc                                                                |
|                                  | 29ª Companhia | Captain Durruthy, Captain Salles                                   | Campanha de Sơn Tây, Batalha de Núi Bop, Campanha de Lạng Sơn, Batalha de Hòa Mộc                                        |
|                                  | 34ª Companhia | Capitão Larivière, Capitão Hougnon                                 | Batalha de Phủ Hoài, Batalha de Núi Bop, Campanha de Lạng Sơn, Batalha de Hòa Mộc                                        |
|                                  | 36ª Companhia | Capitão Lombard, Capitão Bourguignon†                              | Batalha de Phủ Hoài, Batalha de Núi Bop, Campanha de Lạng Sơn, Batalha de Hòa Mộc                                        |
| 2º Regimento de Infantaria Naval | 21ª Companhia | Capitão Bauche                                                     | Campanha de Sơn Tây, Campanha de Keelung                                                                                 |
|                                  | 22ª Companhia | Capitão Cuny, Capitão Thirion                                      | Campanha de Sơn Tây, Campanha de Keelung                                                                                 |
|                                  | 23ª Companhia | Capitão Leverger                                                   | Campanha de Sơn Tây, Campanha de Keelung                                                                                 |
|                                  | 24ª Companhia | Capitão Lacroix, Capitão Onffroy de la Rozière                     | Campanha de Keelung |
|                                  | 25ª Companhia | Capitão Amouroux, Capitão Logos                                    | Campanha de Keelung, Campanha de Pescadores                                                                              |
|                                  | 26ª Companhia | Tenente Goldschoen, Capitão Doucet, Capitão Bertin, Capitão Harlay | Batalha de Phủ Hoài, Batalha de Palan, Campanha de Keelung, Campanha de Pescadores                                       |
|                                  | 27ª Companhia | Capitão Guérin de Fontjoyeux, Capitão Cramoisy                     | Batalha de Phủ Hoài, Batalha de Palan, Campanha de Keelung, Campanha de Pescadores                                       |
|                                  | 29ª Companhia | Capitão Retrouvey, Capitão Jay                                     | Batalha de Phủ Hoài |
|                                  | 30ª Companhia | Capitão Le Boulaire, Capitão Vaillance                             | Campanha de Keelung, Campanha de Pescadores                                                                              |
|                                  | 31ª Companhia | Capitão Caboureau                                                  | Batalha de Gia Cuc, Batalha da Ponte de Papel                                                                            |
|                                  | 33ª Companhia | Capitão Trilha                                                     | Batalha de Phủ Hoài |
| 3º Regimento de Infantaria Naval | 21ª Companhia | Capitão Buquet                                                     | Captura de Nam Định, Batalha de Phủ Hoài, Emboscada de Bắc Lệ                                                            |
|                                  | 22ª Companhia | Capitão Jeannin†                                                   | Captura de Nam Định, Emboscada de Bắc Lệ                                                                                 |
|                                  | 23ª Companhia | Capitão Penther                                                    | Captura de Nam Định, Emboscada de Bắc Lệ                                                                                 |
|                                  | 24ª Companhia | Capitão Jacquin†                                                   | Batalha da Ponte de Papel                                                                                                |
|                                  | 26ª Companhia | Capitão Poisot                                                     | Campanha de Sơn Tây |
|                                  | 29ª Companhia | Capitão Noble                                                      | Campanha de Sơn Tây |
|                                  | 33ª Companhia | Capitão Trilha                                                     | Campanha de Sơn Tây |
| 4º Regimento de Infantaria Naval | 25ª Companhia | Capitão Drouin                                                     | Batalha de Phủ Hoài, Batalha de Palan                                                                                    |
|                                  | 26ª Companhia | Capitão Taccoën, Capitão Bécourt                                   | Batalha de Phủ Hoài, Batalha de Palan                                                                                    |
|                                  | 27ª Companhia | Capitão Lancelot                                                   | Captura de Nam Định, Batalha de Palan                                                                                    |
|                                  | 30ª Companhia | Capitão Martellière                                                | Batalha de Gia Cuc, Batalha de Phủ Hoài                                                                                  |
|                                  | 31ª Companhia | Capitão Guilloteaux                                                | Captura de Nam Định |

## Oficiais mortos em combate

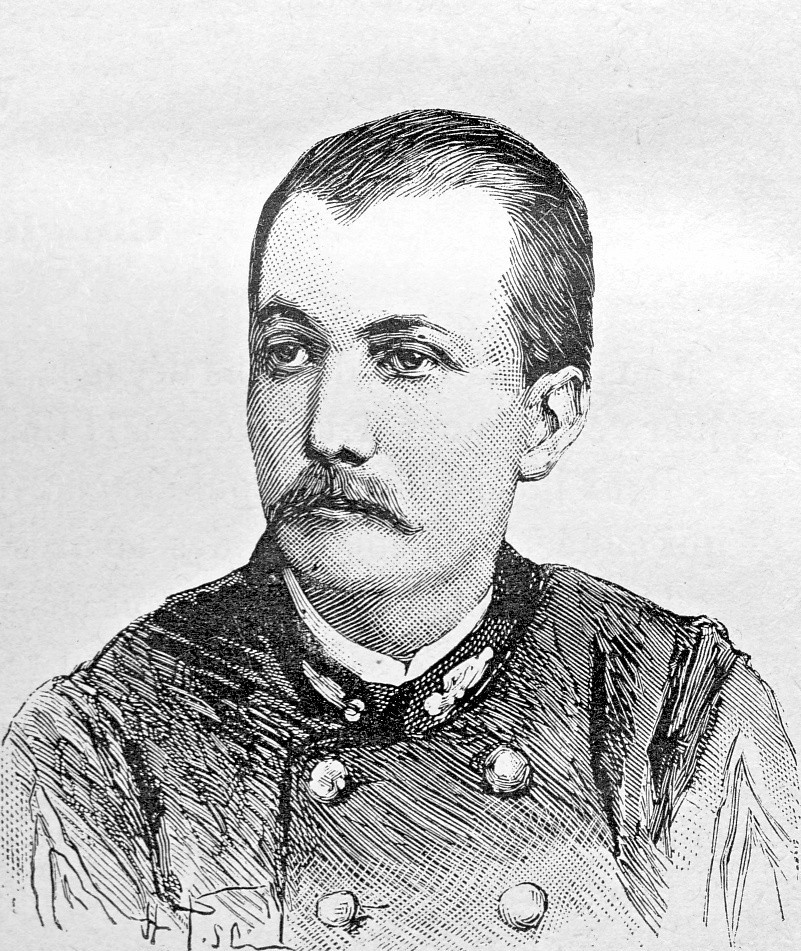
Capitão Gravereau, 2º Batalhão da Legião (Tay Hoa, 4 de fevereiro de 1885)
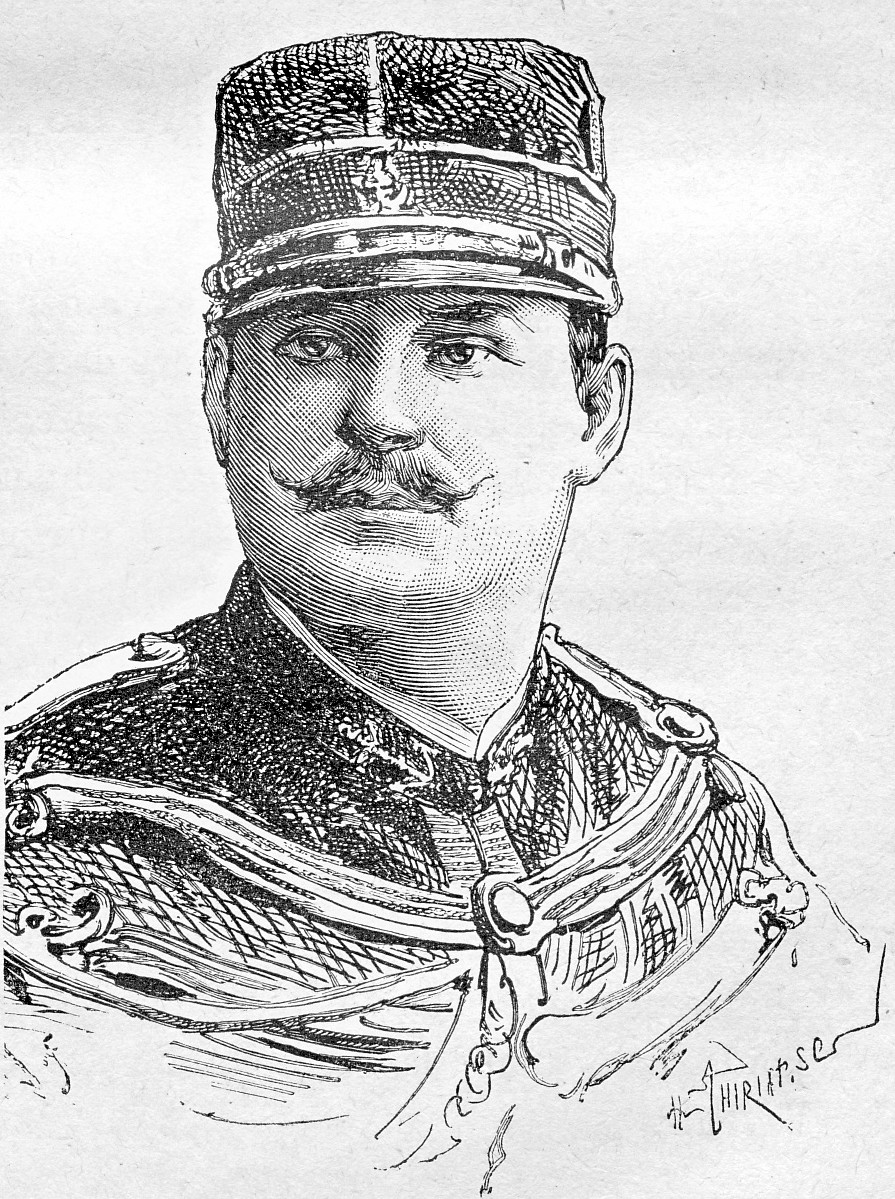
2º Tenente Bossant, infantaria da Marinha (Bac Vie, 12 de fevereiro de 1885)
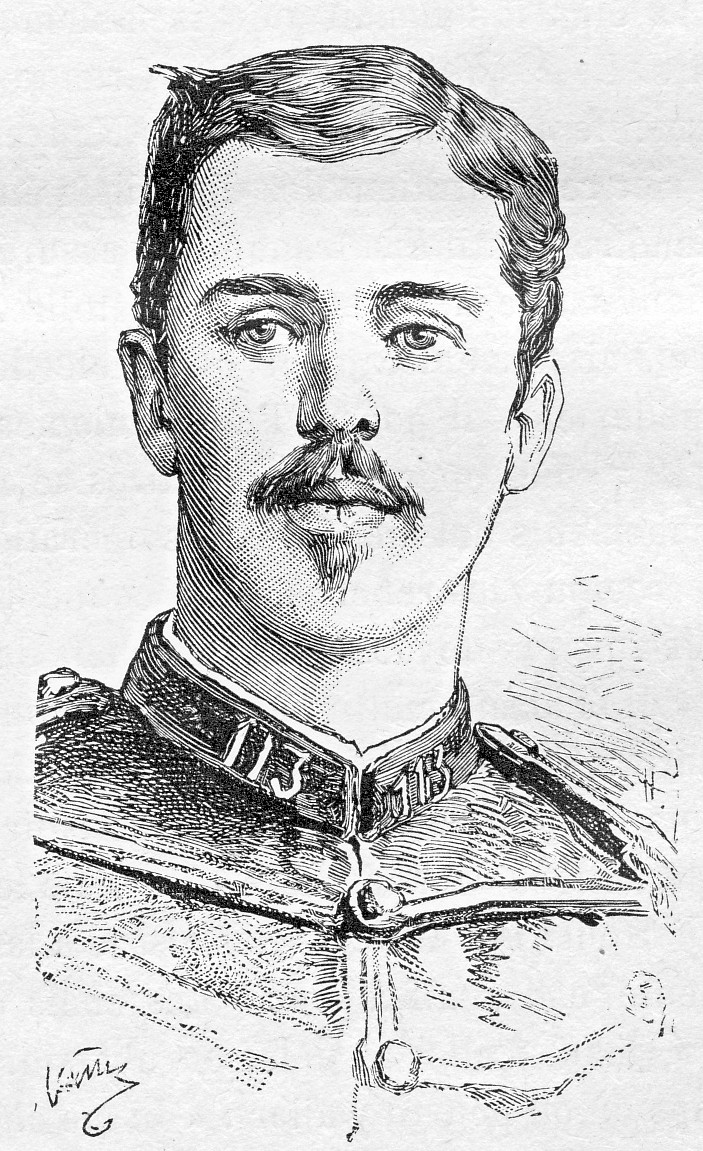
2º Tenente Émile Portier, 111º Batalhão de Linha (Dong Dang, 23 de fevereiro de 1885)
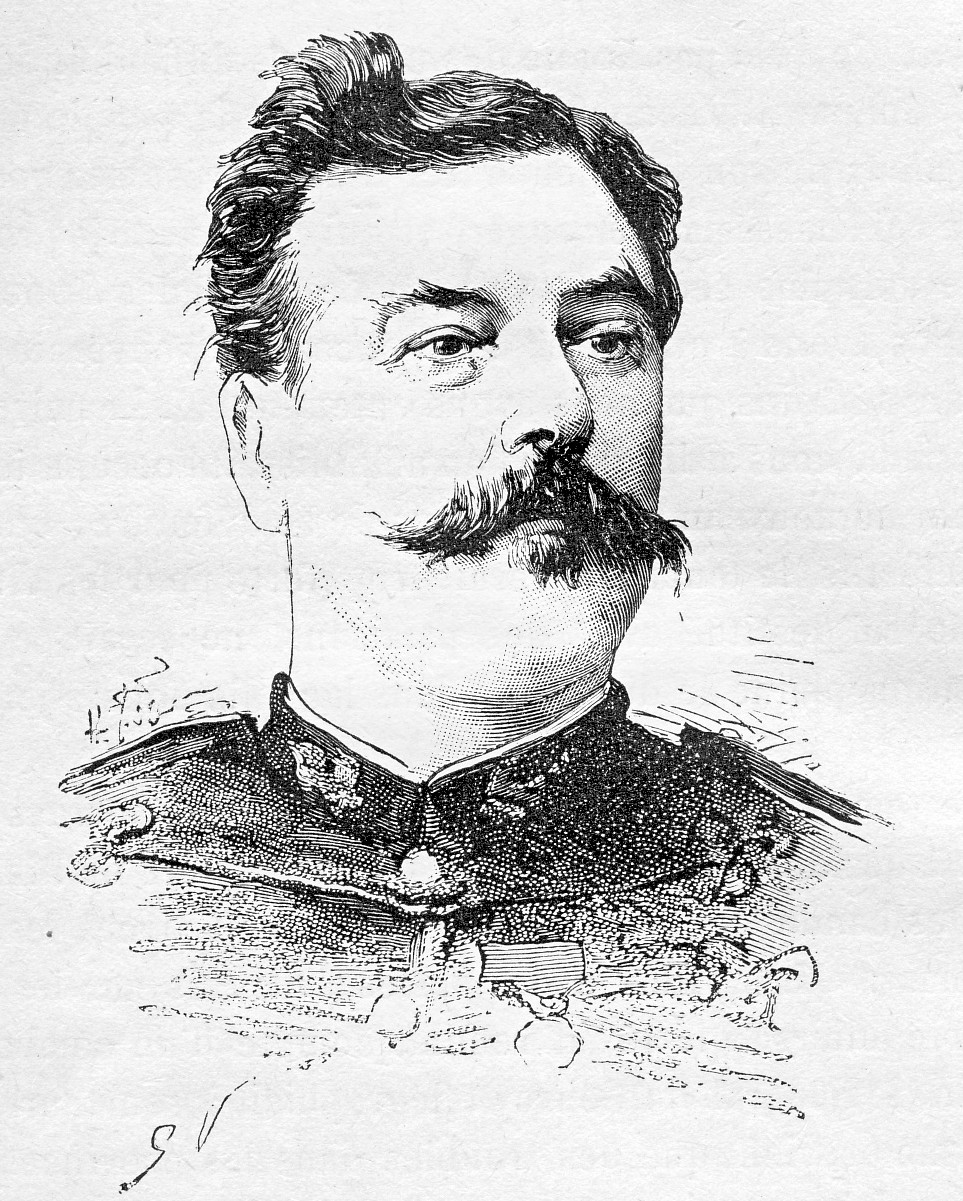
Capitão Tailland, infantaria da Marinha (Hòa Mộc, 2 de março de 1885)
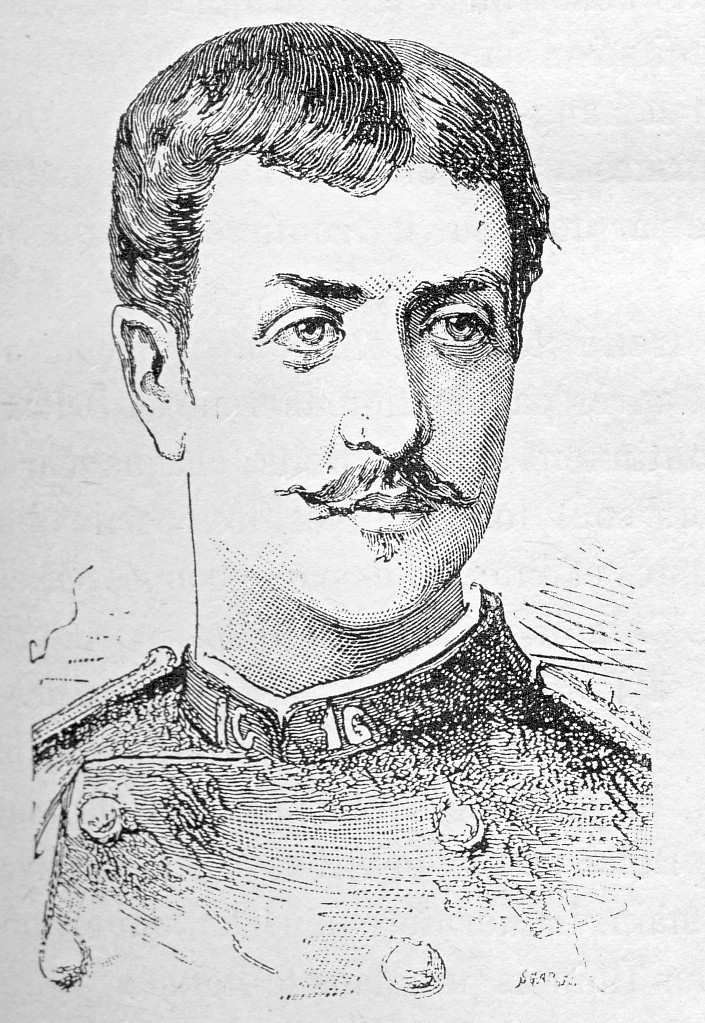
2º Tenente René Normand, 111º Batalhão de Linha (Bang Bo, 24 de março de 1885)
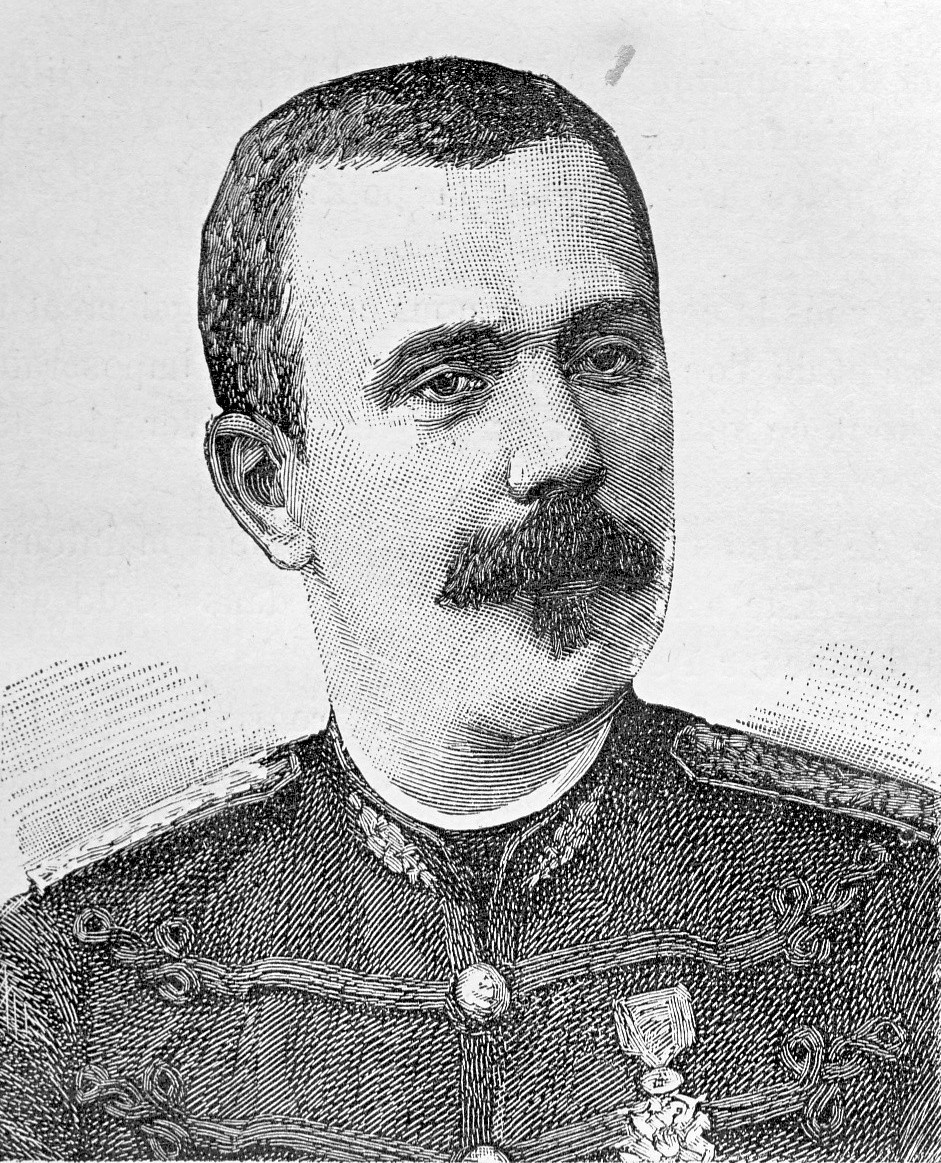
Doutor Raynaud, 111º Batalhão de Linha (Bang Bo, 24 de março de 1885)
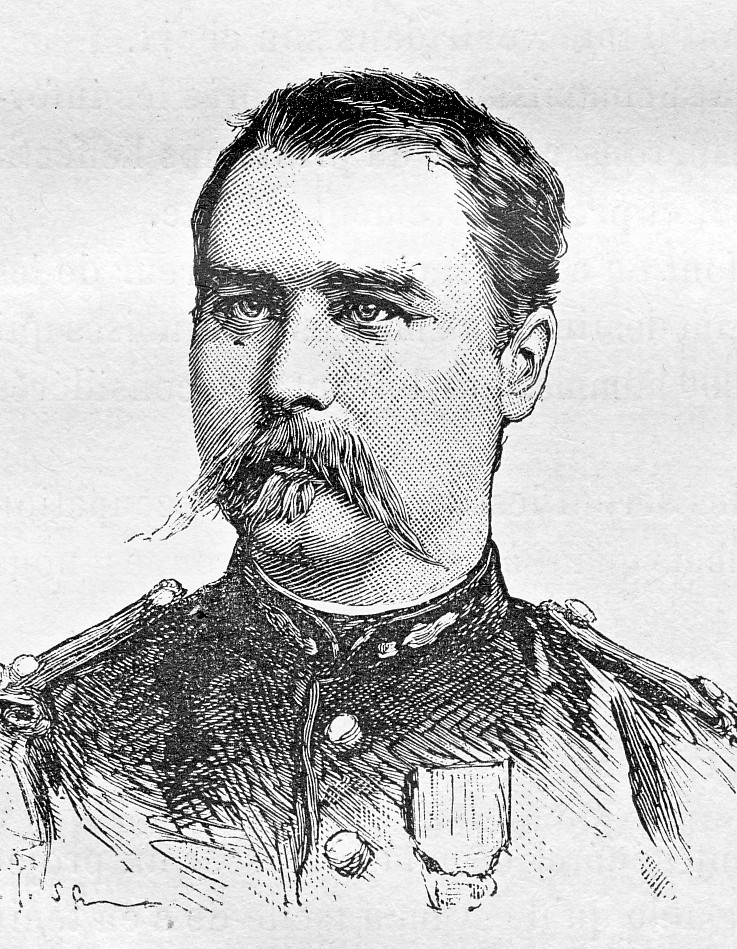
Capitão Cotter, 2º Batalhão da Legião (Bang Bo, 24 de março de 1885)
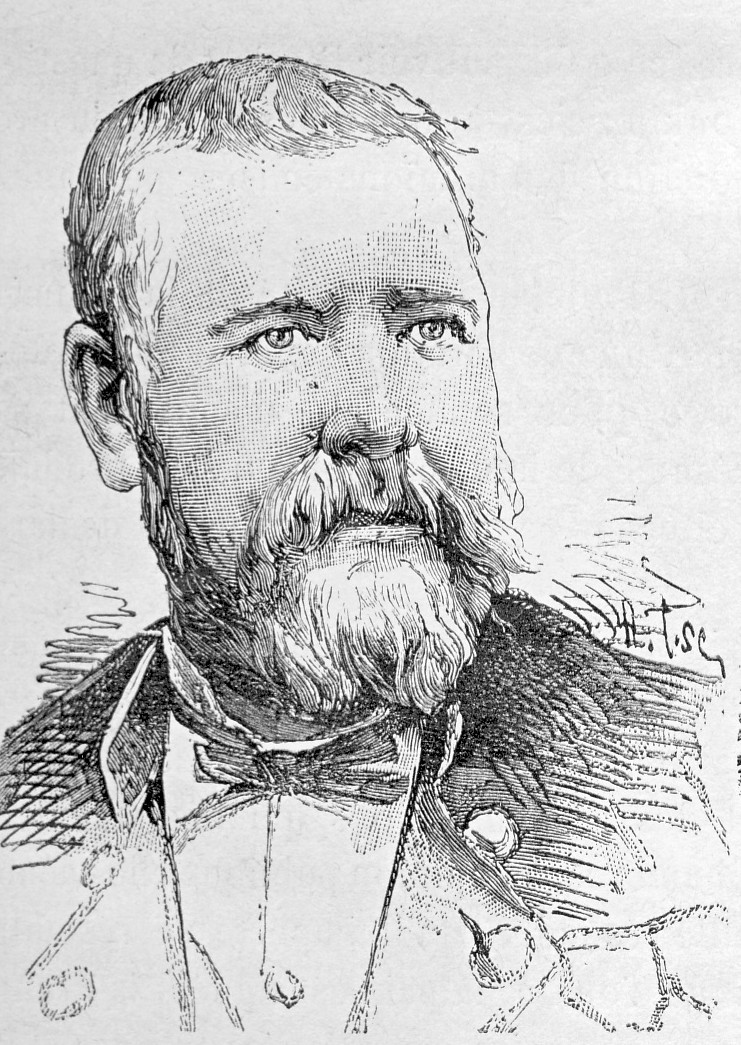
Capitão Brunet, 3º Batalhão da Legião (Bang Bo, 24 de março de 1885)

## Soldados do corpo expedicionário, 1884

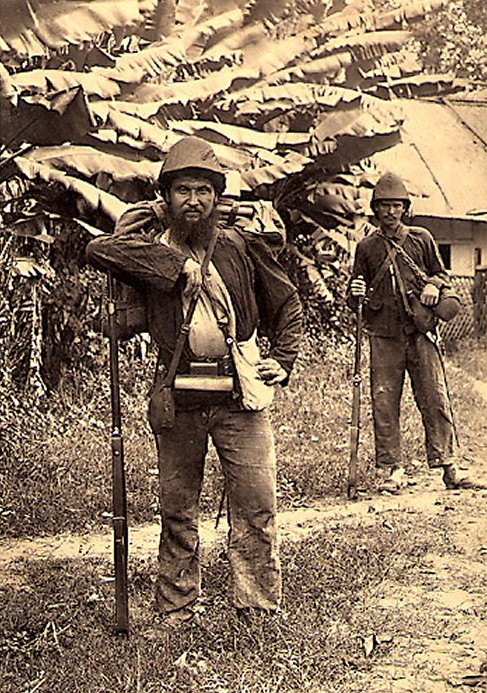
Infantaria da Marinha.
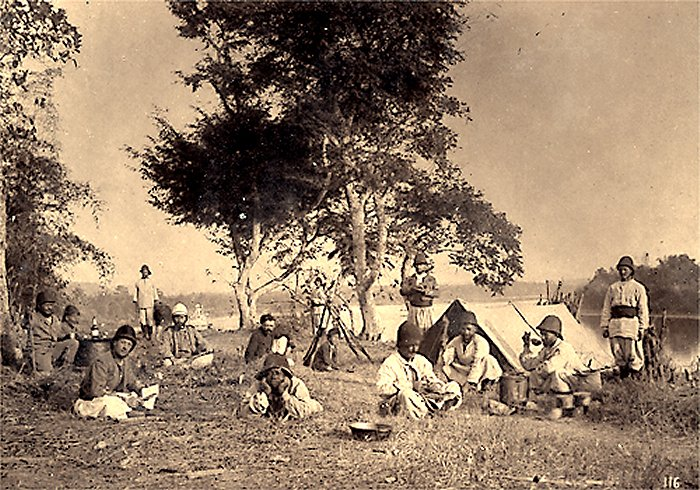
Tirailleurs Argelinos.
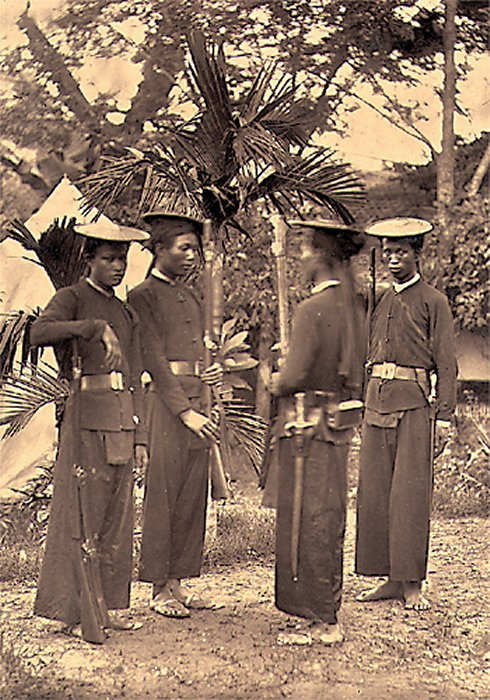
Tirailleurs Tonquineses.

## Uniformes do corpo expedicionário, 1884-1885

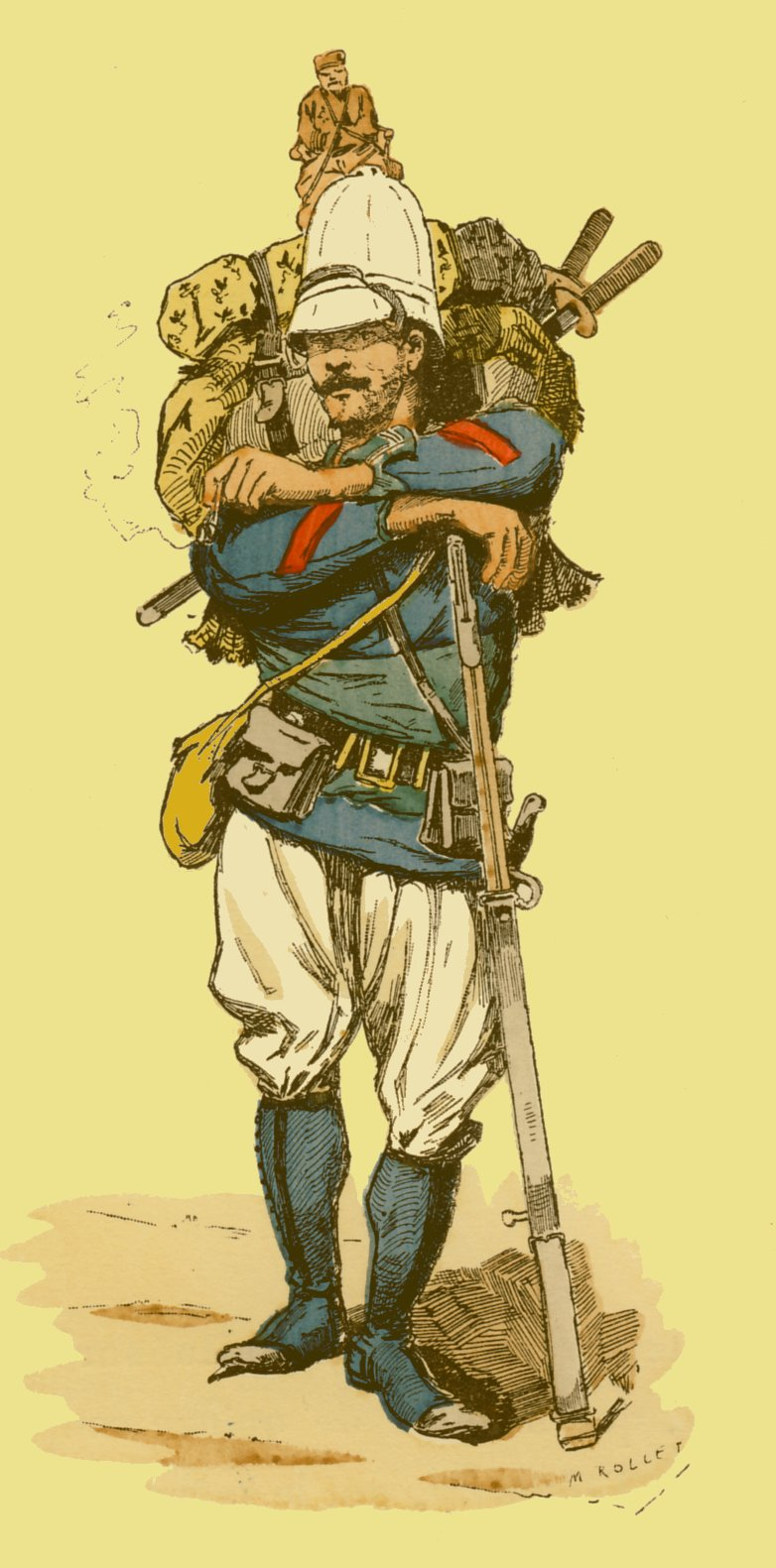
Soldado de Infantaria da Marinha.
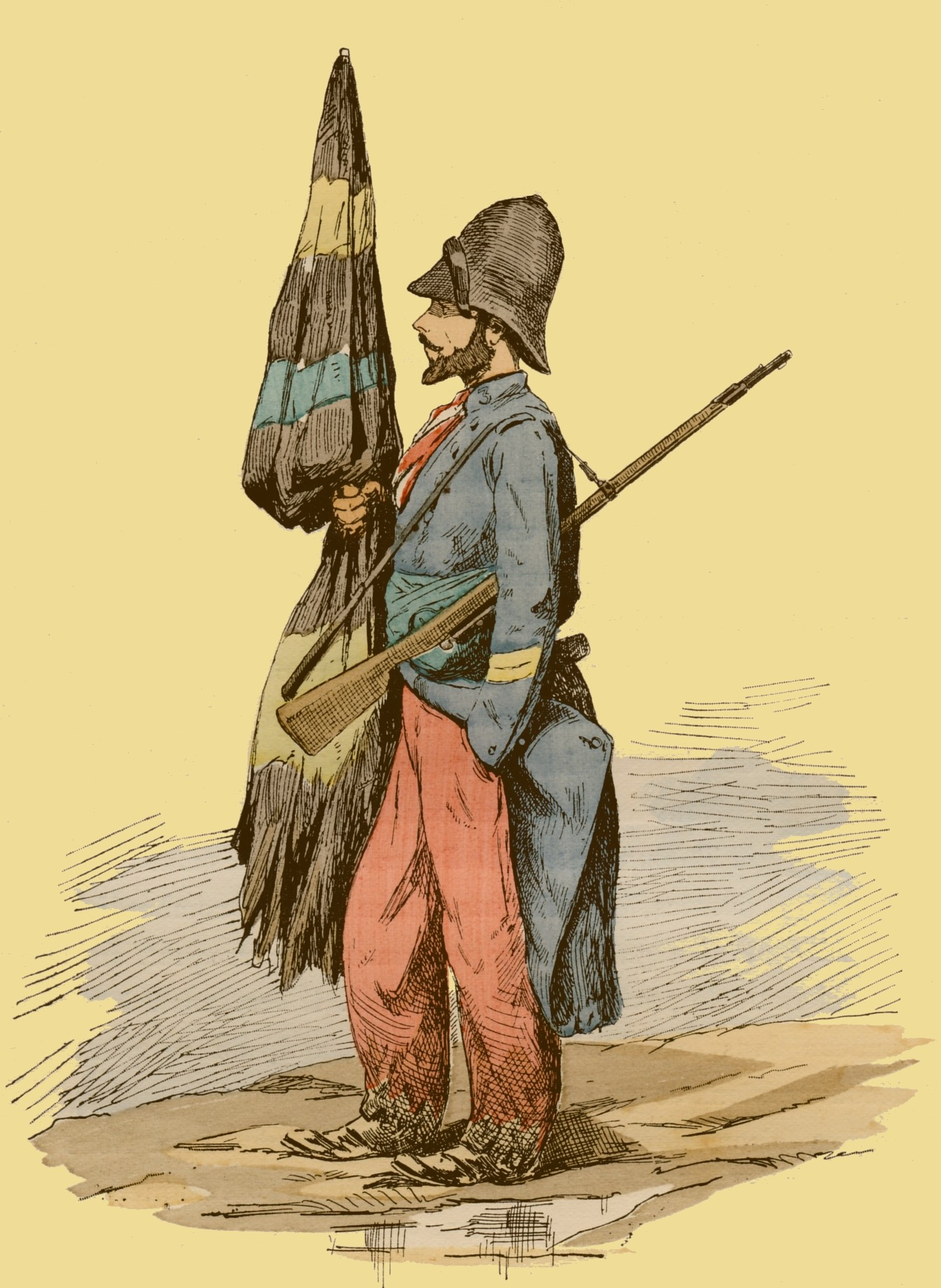
Legionário.
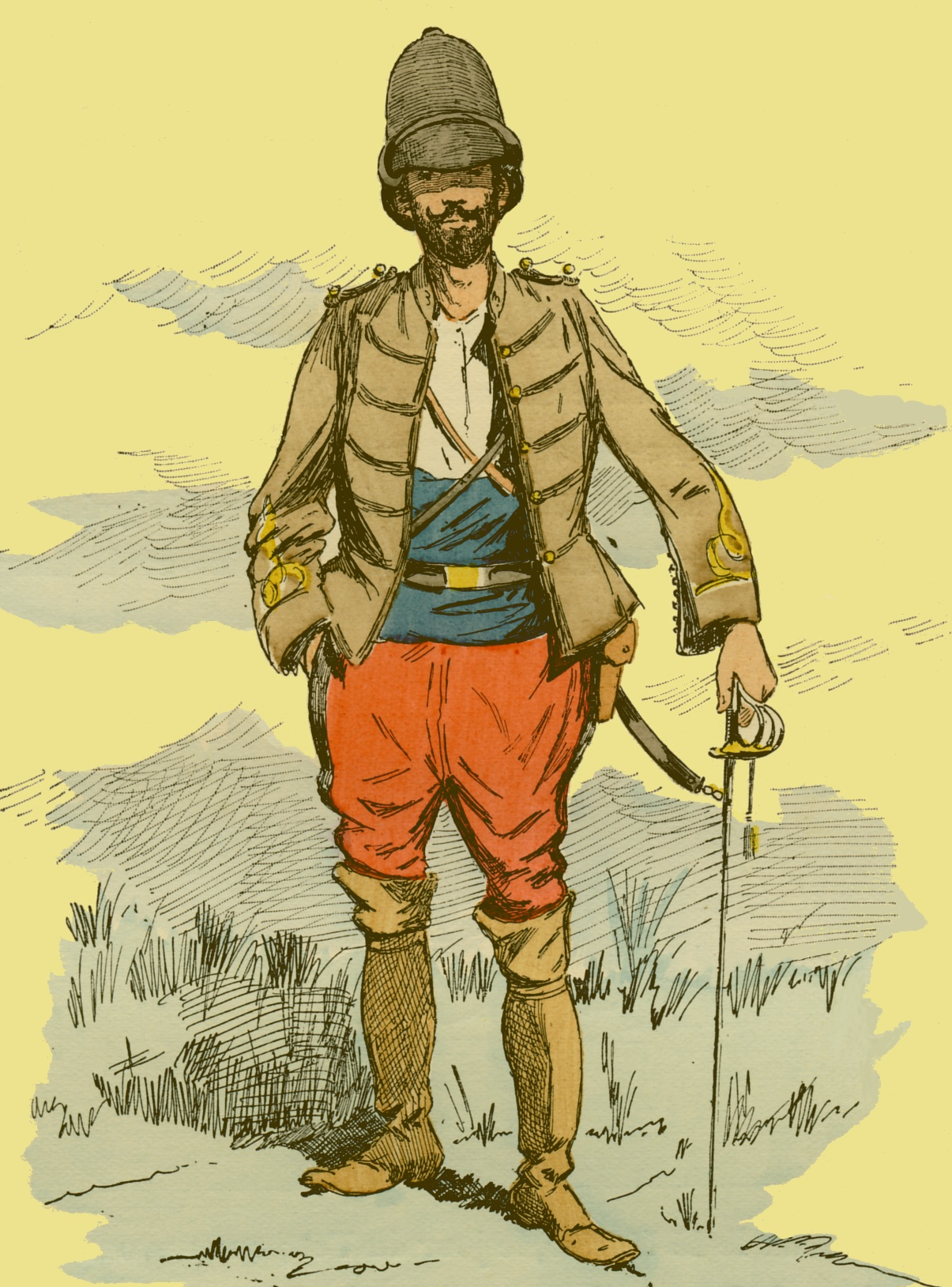
Oficial zuavo.